# حيدر أباد (صوغان)
حیدر أباد (بالإنجليزية: Heydarabad, Soghan)‏ هي منطقة سكنية تقع في إيران في قسم صوغان الريفي. يقدر عدد سكانها بـ 283 نسمة .